# Tricyrtis ovatifolia
Tricyrtis ovatifolia är en liljeväxtart som beskrevs av Shao Shun Ying. Tricyrtis ovatifolia ingår i släktet skuggliljor, och familjen liljeväxter. Inga underarter finns listade.